# Düppel Denkmal
Düppel Denkmal var et 22 meter højt preussisk sandstensmindesmærke rejst på fundamentet til skanse 4 på Dybbøl Banke i 1872[kilde mangler]. Det var et preussisk symbol på kampvilje og tapperhed ved slaget Dybbøl Banke 18. april 1864. Mindesmærket blev sprængt i luften 13. maj 1945 lige efter 2. verdenskrig af ukendte gerningsmænd.
Tomten var et tilløbsstykke og for at forhindre, at det blev et valfartssted for tysksindede, blev murbrokkerne begravet i en nærliggende grusgrav. Alle spor af monumentet blev fjernet, og der kom et tinglyst forbud mod genopgravning. Med de fysiske spors forsvinden fra landskabet forsvandt også erindringen om det danske hærværk. Dybbøl Banke fik herved et entydigt dansk præg.